# Logningsbekendtgørelsen
Logningsbekendtgørelsen hvis fulde titel er "Bekendtgørelse om udbydere af elektroniske kommunikationsnets og elektroniske kommunikationstjenesters registrering og opbevaring af oplysninger om teletrafik" er en nu ophævet dansk bekendtgørelse, der bl.a. pålagde teleselskaber at registrere (logge) teledata. Logningsbekendtgørelsen var gældende fra september 2007 til marts 2022.
Logningsbekendtgørelsen implementerede det europæiske logningsdirektiv (2006/24/EC), der blev vedtaget som en konsekvens af Terrorangrebet i Madrid i 2004. Ved EU-domstolens dom af 8. april 2014 underkendte domstolen logningsdirektivet, idet direktivet af Domstolen blev anset som et for omfattende og alvorligt indgreb i retten til privatlivets fred og ikke i tilstrækkelig grad tager hensyn til beskyttelse af personoplysninger. Logningsdirektivet er trods domstolens dom fortsat i kraft,[kilde mangler] men som en konsekvens af dommen må det forventes, at direktivet ændres. Logningsbekendtgørelsen forblev på trods af dommen i kraft indtil 2022. 
Det anslås, at der i 2008 var lagret 415 milliarder dataoplysninger, svarende til et gennemsnit på 82.000 poster på hver dansker. Systemet koster omkring 50 millioner kr. om året at drive og havde pr. 2008 medført 3.483 forespørgsler fra politiet, men kun 134 af dem var vedrørende internettrafik.

## Logningsbekendtgørelsen §4
Logningsbekendtgørelsen påbød i §4 telefoniselskaber at registrere:
- det opkaldende nummer (A-nummer) samt navn og adresse
- det opkaldte nummer (B-nummer) samt navn og adresse
- nummeret hvortil B-nummeret er omstillet (C-nummer) samt navn og adresse
- kvittering for modtagelse af meddelelser
- identiteten på det benyttede kommunikationsudstyr (IMSI- og IMEI-numre)
- den eller de celler en mobiltelefon er forbundet til ved kommunikationens start og afslutning samt de tilhørende masters præcise geografiske eller fysiske placering på tidspunktet for kommunikationen
- tidspunktet for kommunikationens start og afslutning og
- tidspunktet for første aktivering af anonyme tjenester (taletidskort).

## Logningsbekendtgørelsen §5
Logningsbekendtgørelsen påbød i §5 udbydere af internetservices at registrere sessioners første og sidste pakke:
- afsendende IP-adresse
- modtagende IP-adresse
- transportprotokol
- afsendende portnummer
- modtagende portnummer
- tidspunkt

## Logningsbekendtgørelsen §5, stk. 2
Overvågningsloven påbyder i §5m stk. 2 udbydere af internetadgang at registrere om brugeren:
- den tildelte brugeridentitet
- den brugeridentitet og det telefonnummer, som er tildelt kommunikationer, der indgår i et offentligt elektronisk kommunikationsnet
- navn og adresse på den abonnent eller registrerede bruger, til hvem en IP-adresse, en brugeridentitet eller et telefonnummer var tildelt på kommunikationstidspunktet
- tidspunktet for kommunikationens start og afslutning

Hvis der er tale om trådløst udstyr, skal den præcise geografiske placering af udstyret også registreres.

## Logningsbekendtgørelsen § 9
De i medfør af §§ 4 – 6 registrerede oplysninger skal opbevares i 1 år.

## Ekstern henvisning
- Logningsbekendtgørelsen på retsinformation.dk